# Stein am Mandl
Stein am Mandl är en bergstopp i Österrike.   Den ligger i distriktet Liezen och förbundslandet Steiermark, i den centrala delen av landet, 170 km sydväst om huvudstaden Wien. Toppen på Stein am Mandl är 2 043 meter över havet.
Terrängen runt Stein am Mandl är varierad. Närmaste större samhälle är Rottenmann, 3,9 km norr om Stein am Mandl. 
I omgivningarna runt Stein am Mandl växer i huvudsak barrskog. Runt Stein am Mandl är det ganska glesbefolkat, med 42 invånare per kvadratkilometer.